# وارين سبيكتور
وارين سبيكتور (بالإنجليزية: Warren Spector) مواليد 2 أكتوبر 1955 في الولايات المتحدة، هو مصمم ألعاب فيديو أمريكي. معروف بصنع الألعاب التي تعطي اللاعبين مجموعة واسعة من الخيارات في كيفية التقدم. هو مصصم لعبة ديوس إكس والتي تجمع بين عناصر ألعاب تقمص الأدوار والتصويب من منظور الشخص الأول والمغامرة.

## الأعمال
- ديوس إكس
- إيبك ميكي
- إيبك ميكي 2: ذا باور أوف تو

## روابط خارجية
- وارين سبيكتور على موقع IMDb (الإنجليزية)
- وارين سبيكتور على موقع قاعدة بيانات الفيلم (الإنجليزية)